# 나노플레어

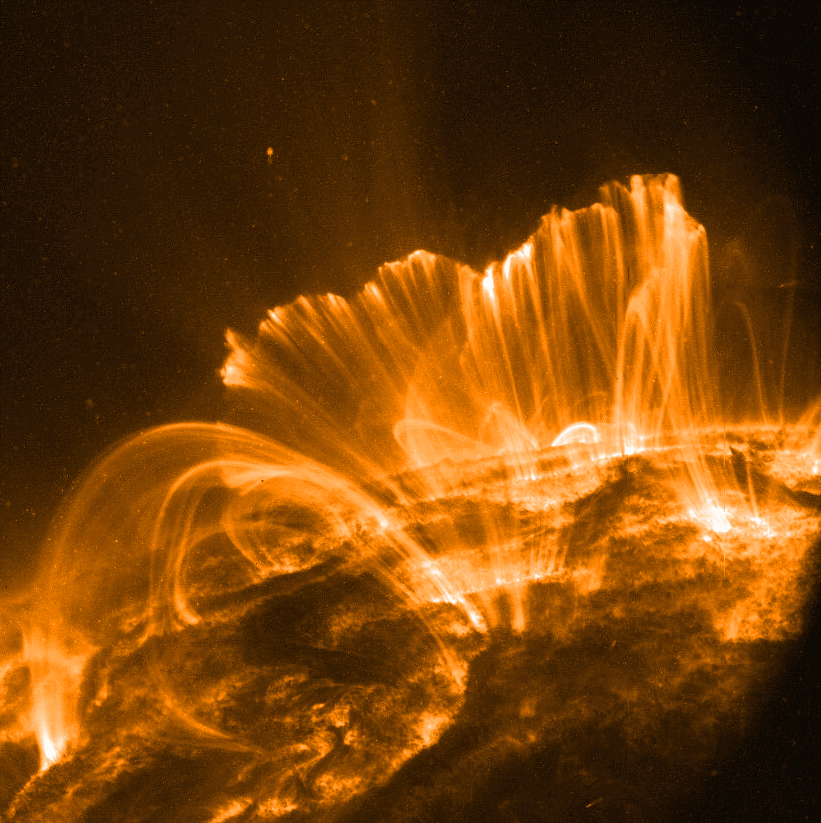
EUV 광선에서 TRACE에 의해 관찰된 전형적인 플레어링 코로나 루프

나노플레어(Nanoflare)는 태양의 외부 대기인 코로나에서 발생하는 매우 작은 간헐적 가열 현상이다.
코로나 가열에 대한 가능한 설명으로서 작은 충격적 가열 현상에 대한 가설은 토머스 골드에 의해 처음 제안되었으며 나중에 유진 파커에 의해 개발되어 "나노플레어"라고 명명되었다.
파커에 따르면 나노플레어는 태양 자기장에 저장된 에너지를 플라스마 운동으로 변환하는 자기 재결합 사건으로 인해 발생한다. 플라스마 운동(유체 운동으로 생각됨)은 길이 규모가 너무 작아서 곧 난류와 점성에 의해 감쇠된다. 이러한 방식으로 에너지는 신속하게 열로 변환되고 나노플레어가 켜지는 위치에 더 가까운 자기장 선을 따라 자유 전자에 의해 전도된다. 매우 높은 X-선 방출 영역을 가열하려면 태양에서 1제곱아크초의 영역에 걸쳐 1017 J의 나노플레어가 20초마다 발생해야 하며 초당 1000개의 나노플레어가 105x 105km2의 넓은 활성 영역에서 발생해야 한다. 이 이론에 따르면, 큰 플레어에서 나오는 방출은 개별적으로 관찰할 수 없는 일련의 나노플레어에 의해 발생할 수 있다.
나노플레어 모델은 오랫동안 관측 증거가 부족하여 어려움을 겪었다. 시뮬레이션에서는 나노플레어가 방출 측정값 중 희미하고 뜨거운(~10MK) 구성 요소를 생성할 것으로 예측한다. 제22호 과학위성 히노데에 장착된 극자외선 이미징 분광계와 같은 현재 장비는 이 희미한 방출이 발생하는 범위에 적절하게 민감하지 않아 확실한 감지가 불가능하다. EUNIS 사운딩 로켓의 최근 증거는 활성 영역 코어의 9MK 근처 온도에서 비확산 플라스마에 대한 일부 스펙트럼 증거를 제공했다.

## 같이 보기
- 채층
- 태양홍염
- 코로나 루프
- 코로나 질량 방출
- 전류판
- 자기 재결합
- 광구
- 플라스마
- 태양 플레어
- 천이영역
- 태양풍
- 태양
- 흑점
- 엑스선천문학